# Сморгачова Людмила Іванівна
Людмила Іванівна Сморгачо́ва (29 листопада 1950, Київ) — українська артистка балету, балетний педагог.

## Біографія
Народилася 29 листопада 1950 року в Києві. 1968 року закінчила Київське хореографічне училище, відтоді була солісткою Київського театру опери та балету.

## Партії
- Жізель («Жізель» Адана);
- Аврора («Спляча красуня» Чайковського);
- Джульєтта («Ромео і Джульєтта» Прокоф'єва);
- Редисочка («Чіполліно» К. Хачатуряна);
- Мавка («Лісова пісня» Скорульського).

## Відзнаки
- Друге місце на ІІ Міжнародному конкурсі артистів балету в Москві (1973)[1];
- Державна премія СРСР (1976, за партію Редисочки в балеті «Чіполліно»)[1];
- Золота медаль на Міжнародному конкурсі балету в Токіо (1978)[1];
- Народна артистка УРСР з 1978 року;
- Премія Ленінського комсомолу за 1979 рік;
- Орден княгині Ольги III ступеня (23 березня 2011; за значний особистий внесок у розвиток національної культури і мистецтва, вагомі творчі здобутки та високу професійну майстерність)[2].